# Chihuahua de Beverly Hills 2
Chihuahua de Beverly Hills 2 (titlu original: Beverly Hills Chihuahua 2) este un film american de comedie din 2011 regizat de Alex Zamm. Este continuarea filmului Chihuahua de Beverly Hills din 2008, regizat de Raja Gosnell.

## Distribuție
- Phill Lewis - Mr. McKibble
- Marcus Coloma - Sam Cortez
- Erin Cahill - Rachel Ashe
- Susan Blakely - Vivian 'Viv' Ashe (Blakely îl înlocuiește pe Jamie Lee Curtis - actorul care a interpretat pe Vivian Ashe)
- Lupe Ontiveros - Mrs. Cortez (Ultimul rol de film al lui Ontiveros)
- Castulo Guerra - Mr. Cortez
- Elaine Hendrix - Colleen Mansfield (Proprietarul lui Appoline)
- Brian Stepanek - the Banker
- French Stewart - Beverly Hills Dog Show Commentator/Dog Show Judge #2

### Roluri de voce
- George Lopez - Papi
- Odette Yustman - Chloe, Papi's wife. Yustman a înlocuit pe Drew Barrymore - vocea lui Chloe.
- Miguel Ferrer - Delgado. Ferrer a înlocuit pe Andy García - vocea lui Delgado
- Ernie Hudson - Pedro
- Zachary Gordon - Papi Jr.
- Chantilly Spalan - Rosa
- Emily Osment - Pep
- Madison Pettis - Lala
- Delaney Jones - Ali
- Tom Kenny - Sebastian
- Loretta Devine - Delta
- Bridgit Mendler - Marie Appoline Bouvier
- Alyssa Milano - Biminy